# 1828年逝世人物列表
下面是1828年逝世的知名人士列表。
1828年逝世人物列表：1月 - 2月 - 3月 - 4月 - 5月 - 6月 - 7月 - 8月 - 9月 - 10月 - 11月 - 12月

## 1月

### 1月5日
- 小林一茶，日本俳句詩人

### 1月10日
- 弗朗索瓦·德·諾伊沙托，法國政治家、知識份子

### 1月13日
- 西奧多·福斯特，美國政治家

### 1月26日
- 卡罗林·兰姆女爵，英國女貴族、小說家

## 2月

### 2月11日
- 德威特·克林顿，美國政治家

### 2月12日
- 傑克·蘭德爾，早期英國拳擊冠軍

### 2月16日
- 弗朗西斯科·戈雅，西班牙畫家

## 4月

### 4月27日
- 野呂介石，日本江戶時期畫家

## 5月

### 5月8日
- 毛羅·朱利安尼，義大利作曲家

### 5月16日
- 威廉·康格里夫爵士，英國發明家

### 5月25日
- 约翰·奥克斯利，英國探險家

### 5月28日
- 大黑屋光太夫，日本流浪者

## 6月

### 6月1日
- 林科亞·傑克遜，美國總統安德魯·傑克遜的第二個養子

### 6月12日
- 雅克·劳里斯顿，法國軍官及外交官

### 6月21日
- 萊安德羅·費爾南德斯·德·莫拉廷，西班牙劇作家、詩人

### 6月25日
- 理查·米德，美國商人和藝術收藏家

## 7月

### 7月5日
- 老安德鲁·邓肯，蘇格蘭生理學家

### 7月9日
- 卡塔琳娜·布赫維瑟，德國歌劇演唱家和女演員
- 吉尔伯特·斯图尔特，來自羅德島的美國畫家

### 7月15日
- 讓-安托萬·霍頓，法國雕塑家

### 7月16日
- 威廉·菲爾，美國政治家

### 7月21日
- 查尔斯·曼纳斯-萨顿，英格蘭教會主教

### 7月30日
- 弗朗索瓦·艾薩克·德·里瓦茲，法國發明家、政治家

## 8月

### 8月8日
- 卡尔·彼得·通贝里，瑞典植物學家

### 8月22日
- 弗朗兹·约瑟夫·加尔，德國顱相學家

### 8月23日
- 第一代奧里爾男爵約翰·福斯特，愛爾蘭政治家

## 9月

### 9月20日
- 喬治·白求恩·英格利奇，美國探險家、作家

### 9月22日
- 沙卡，祖魯王國最有影響力的領導人

### 9月23日
- 理查·帕克斯·波寧頓，英國浪漫主義畫派的風景畫家

### 9月25日
- 夏洛塔·蘇爾林，瑞典音樂家

## 10月

### 10月6日
- 夏洛特長公主，英王佐治三世的長女

### 10月12日
- 品杜斯的伊萬·尼科利迪，阿羅馬尼亞醫生和貴族[1]

### 10月26日
- 阿爾佈雷希特·塔爾，德國農學家

### 10月29日
- 盧克·漢薩德，英國印刷商

### 10月31日
- 約翰·馬什，英國音樂作曲家

## 11月

### 11月3日
- 让-约瑟夫，法國政治家

### 11月5日
- 瑪麗亞·費奧多蘿芙娜皇后，俄羅斯保羅一世的皇后

### 11月15日
- 阿瑪莉埃，薩克森第一任女王/華沙公爵夫人

### 11月19日
- 弗朗茨·舒伯特，奧地利作曲家

## 12月

### 12月4日
- 第二代利物浦伯爵羅伯特·詹金遜，英國首相

### 12月16日
- 瑪麗亞·伊萊扎·朗德，英國作家

### 12月22日
- 羅伯特·布萊爾，蘇格蘭天文學家
- 瑞秋·傑克遜，美國總統安德鲁·杰克逊的妻子
- 卡尔·马克·冯·莱贝里希，奧地利士兵
- 威廉·海德·渥拉斯頓，英國化學家